# Pietro Calogero
Pietro Calogero (Pace del Mela, 28 dicembre 1939) è un magistrato italiano.
Dal 20 novembre 2009 al 6 ottobre 2015 è stato procuratore generale della Repubblica presso la Corte d'appello di Venezia.

## Biografia
Figlio di un siciliano e di una vietnamita, si laureò in giurisprudenza all'Università degli Studi di Messina nel 1963 ed entrò in magistratura quattro anni dopo: dopo il compimento del servizio militare e il periodo di tirocinio, lavorò alla procura della Repubblica di Treviso con le funzioni di sostituto procuratore. Indagò su un'inchiesta secondaria per la strage di piazza Fontana, assieme a Giancarlo Stiz, incriminando gli ambienti neofascisti di Franco Freda.

### Gli arresti del 7 aprile
La sua fama è legata al processo 7 aprile, ossia alla tornata di arresti del 7 aprile 1979. Calogero in quell'occasione, nella sua veste di sostituto procuratore di Padova, autorizzò l'arresto dei maggiori leader di Autonomia Operaia, tra cui Toni Negri (a Milano), Emilio Vesce (a Padova) e Oreste Scalzone (a Roma).

Anni settanta: scritta murale di Autonomia Operaia contro il giudice Calogero e Francesco Cossiga.

Dopo gli arresti, il cognome del giudice fu storpiato dai militanti delle organizzazioni di estrema sinistra con una kappa iniziale (come s'era fatto per Kossiga). I giornalisti anticomunisti Indro Montanelli e Mario Cervi riportano che mentre il PCI si schierò con Calogero, molti esponenti dell'area socialista 
(da loro polemicamente detta intellighenzia) e dalla «nuova sinistra» non accettarono la criminalizzazione dell'intera area di Autonomia e definirono un «teorema» l'impianto accusatorio. L'ipotesi del giudice (conosciuta come «teorema Calogero») era che dirigenti e militanti di Autonomia Operaia «fossero il cervello organizzativo di un progetto di insurrezione armata contro i poteri dello Stato».
Sembra che il giudice, nel giustificare gli arresti del 7 aprile abbia affermato: «Visto che non si riesce a prendere il pesce, bisogna prosciugare il mare...», con un chiaro riferimento alla famosa frase di Mao Zedong, secondo la quale i combattenti comunisti devono muoversi come i pesci nelle risaie. Calogero ebbe sentore del coinvolgimento della scuola Hyperion nell'attività delle BR, ma, sostiene sul suo sito personale il giornalista Valerio Lucarelli, una fuga di notizie rese non proficua l'indagine.
Nonostante l'indagine abbia perso di efficacia per la diffusione di notizie e palese debolezza dell'impianto accusatorio, risulta che il SISMI avesse convinzione dei piani di azione, comunicati dal colonnello Notarnicola, che chiese un incontro riservato con lo stesso magistrato. Il colonnello Notarnicola riferì di essere in possesso delle mappe aggiornate, di quello che pianificavano e realizzano i gruppi estremisti di sinistra. Oltre a questo, il lavoro di Pietro Calogero si estendeva ai collegamenti, tra Hyperion come centrale di collegamento tra i diversi gruppi eversivi, come centro supremo di comando, coordinamento, organizzazione,  come diretta correlazione e camera di compensazione tra i diversi servizi segreti stranieri, in particolare, inglesi, francesi, statunitensi, sovietici, in ottica di collaborazione secondo gli equilibri all'epoca esistenti, esprimenti le condizioni della conferenza di Yalta. Hyperion esce assolta dai processi e questo dimostra la inconsistenza del teorema Calogero, ma in alcune frange della stampa di destra permane la certezza che i documenti e le prove a carico di questa organizzazione resteranno sempre incontrovertibili, anche per la caratura dei suoi componenti, più di tutti Corrado Simioni, figura enigmatica di cui, dicono, si è sempre sminuito e sottovalutato il ruolo. Hyperion deteneva sistemi avanzati di sicurezza che all'epoca, potevano essere a disposizione solamente di alcuni potenti servizi di sicurezza e non certo realizzabili da un gruppetto di giovani fuggiti precipitosamente dall'Italia alla vigilia degli anni di piombo. 
Gli altri processi inerenti ai gruppi armati si svolsero tra il 1983 e il 1988 a Roma (contro i capi di Autonomia) ed a Padova, seguendo, affermano Montanelli e Cervi, le procedure "lente, contraddittorie e tortuose" della giustizia italiana: la maggior parte dei 60.000 indagati (di cui 25.000 arrestati e tenuti per lungo tempo in stato di carcerazione preventiva grazie alle leggi speciali) furono assolti, mentre altri (Negri, Scalzone e Franco Piperno) ebbero pene decisamente minori rispetto a quelle richieste. Toni Negri, per esempio, fu condannato a 12 anni di reclusione.